# حيدر أباد (تشادغان)
حيدر أباد (بالإنجليزية: Heydarabad, Chadegan)‏ هي قرية تقع في قسم تشنارود الشمالي الريفي (مقاطعة تشادغان) في إيران. يقدر عدد سكانها بـ 99 نسمة بحسب إحصاء 2016.